# Hegyközújlak
Hegyközújlak (románul: Uileacu de Munte) település Romániában, Bihar megyében.

## Fekvése
Bihar megyében, a Réz-hegység nyúlványai alatt, Nagyvárad közelében, Hegyközcsatár és Hegyközszáldobágy közt fekvő település.

## Története
Hegyközújlak a váradi káptalan birtoka volt. A Rákóczi-szabadságharc alatt elpusztult ősi templomával együtt, és csak jóval később kezdett újjáépülni. A községhez tartozó Csohos-dűlő Tábor-tető nevű része a helyi néphagyomány szerint a Rákóczi-szabadságharc alatt táborhely volt.
1863-ban nagy tűzvész pusztított itt, melyben a település majdnem fele a tűzvész áldozatává vált.
A 20. század elején 1127 lakosából 1110 magyar anyanyelvű volt, a házak száma ekkor 203 volt.

## Nevezetességei
Református temploma 1890-ben épült, melyhez az ősi elpusztult templom megmaradt falrészeit is felhasználták.